# Marie de France
|  | Per a altres significats, vegeu «Maria de França». |

Maria de França (en francès, Marie de France) (c. 1160-1215) fou una poeta i autora medieval protofeminista que va viure durant la segona meitat del segle xii a Anglaterra. Les seves faules d'Isop foren seguides amb entusiasme fins al segle xviii. Durant el romanticisme, es redescobriren els seus Lais, contes en vers escrits en francès antic continental, copiats pels escribes anglonormands. Marie de France pertany a la generació d'autors que il·lustren l'amor cortès literari, entre d'altres, per l'adaptació de les llegendes bretones o matèria de Bretanya.

## Biografia
És la primera escriptora coneguda de la literatura francesa. No se sap res més d'ella que allò que ens deixà escrit a l'epíleg de les faules: “Marie ai num, si sui de France”, 'Em dic Marie i soc de França' –a l'època, l'Illa de França. Va estar a Anglaterra a la cort d'Enric II d'Anglaterra i Elionor d'Aquitània. Els seus Lais estan dedicats a un rei –sens dubte, Enric II. Se l'ha volgut identificar amb l'abadessa del monestir de Reading o el de Barking, tot i que alguns estudiosos en proposen Maria, abadessa de Shatesfury i mig germana d'Enric II, com la més probable; d'altres en proposen Maria de Boulogne o Marie de Meulan, muller d'Hug Talbot.

## Estil
Com a poeta, va adaptar en vers francès les llegendes bretones, anomenant els nous escrits lais. Els Lais (1160-1175) es componen de dotze relats curts en octosíl·labs apariats de dimensions variables (118 versos per al més breu, Chèvrefeuille, El lligabosc, i 1.184 per al més extens, Eliaduc). Marie diu haver escrit i aplegat els seus textos a partir dels lais bretons. Només un dels seus contes, el Lai de Lanval, pot ser considerat del cercle artúric. L'amor és vist habitualment al marge de la societat (nou dels dotze lais expliquen amors adúlters) i és el subjecte principal del recull. Un altre element important és l'element meravellós, que intervé en molts d'aquests, però sempre inserit en la realitat com a teló de fons. Marie de France afegeix l'entramat cortès a la seva poètica i la màgia de la matèria de Bretanya. Una emoció discreta es desprèn dels relats en què l'autora dona prioritat a la pietat i la compassió pels seus personatges. L'estil presenta una remarcable economia de mitjans i s'hi entreveu la sobrietat en la composició del relat i un art segur en la posada en escena, eficaç pel que fa a la llengua, sempre neta d'artificis. En l'arranjament de l'anomenat manuscrit Harley 978 s'observa una alternança clara: els lais senars relaten històries de persones que estimen de cor, mentre que els parells mostren amants egoistes.
A part dels lais, Marie de France és autora d'Ysopet, primera adaptació francesa de les faules d'Isop, composta entre 1167 i 1189. Fou una dona culta que coneixia el llatí, i d'aquesta llengua en traduí el Tractatus de Purgatorio Sancti Patricii de Henry of Saltrey, que traduí i amplià amb el nom de La llegenda del purgatori de Sant Patrici, en què es narra el viatge fantàstic de l'apòstol irlandès al Purgatori de Sant Patrici a Irlanda. La narració ens proposa una detallada rastellera dels patiments del Purgatori i s'inscriu en la tradició dels viatges al més enllà.

## Obres
- Un recull de dotze lais que poden classificar-se en dues categories: lais d'encantament (Lanval, Yonec, Bisclavret...) i lais realistes (Eliduc, Laostic (El rossinyol)...):
  - Lai de Guigemar
  - Lai d'Equitan
  - Lai de Frêne ('el freixe')
  - Lai du Bisclavret, L'Home llop
  - Lai de Lanval
  - Lai dels dos amants
  - Lai de Yonec
  - Lai Laostic o Lai de l'eostic (del bretó eostig = 'rossinyol')
  - Lai Mliun (Miló)
  - Lai du Chaitivel (El dissortat)
  - Lai du Chèvrefeuille (El lligabosc)
  - Lai d'Eliduc
- Faules (Yssope, d'Isop)
- L'Espurgatoire de saint Patrice (El Purgatori de sant Patrici)

Existeix una traducció en prosa al català dels lais: Maria de França, Lais, traducció de Joan Jubany. Barcelona: Quaderns Crema, 1991. També una en vers: Els Lais de Maria de França : Ed. Enric Peres Sunyer, 2024. I d'altres en castellà: en versió bilingüe francès antic/castellà: María de Francia, Los Lais, texto original, traducción, introducción y notas por Ana Maria Holzbacher. Barcelona: Sirmio, 1993.

## Referents catalans
Sobre el Tractatus de Purgatorio Sancti Patrici de Henry of Saltrey que s'engloba en la literatura dels viatges al més enllà, en trobem una versió catalana de finals del segle xiv de Ramon de Perellós, que hi va incloure les pròpies vivències del seu viatge a Irlanda per tal d'argumentar una exculpació a l'acusació d'haver participat en l'assassinat del rei Joan II.